# Erne
Erne (irl. An Éirne) – rzeka w północno-zachodniej części Irlandii. Przepływa przez Lough Gowna, Lough Oughter oraz Lough Erne w hrabstwie Fermanagh w Irlandii Północnej i wpada do Atlantyku w Ballyshannon w hrabstwie Donegal. Na długości około 30 km od Crossdoney do Enniskillen rzeka tworzy jezioro o tej samej nazwie. Rzeka ma długość około 120 km.